# Мошельландсберг
49°43′18″ пн. ш. 7°47′02″ сх. д. / 49.7217° пн. ш. 7.78389° сх. д.
Мошельландсберг, також відома у розмовній мові як Ландсберг — гора в Німеччині, Рейнланд-Пфальц. Висота 331,4 м над рівнем моря. Значною мірою лісиста гора поблизу Обермошеля на півночі Північно-Пфальцької височини. Згідно з топографічними картами ландшафтної інформаційної системи Управління охорони природи Рейнланд-Пфальца (LANIS), гора також відома як Шлоссберг.
На вершині гори стоять руїни замку Ландсберг.